# Prom Night (película de 2008)
Prom Night es una película estadounidense de terror del año 2008, basada en la película homónima de 1980 y siendo parte de la saga Prom Night (franquicia). Está dirigida por Nelson B. McCormick y protagonizada por Brittany Snow, Dana Davis, Jessica Stroup y Scott Porter.

## Sinopsis
Donna una estudiante de noveno grado, llega del cine y se encuentra con que un asesino (su profesor de ciencias) mató a su familia. Tres años después, Justo en su baile de graduación el psicópata escapa de la cárcel, para ir en busca de Donna sin importar a cuánta gente mate en el intento.

## Argumento
Una noche, Donna (Brittany Snow) venía de la casa de Lisa (Dana Davis). Al llegar a su casa descubre que toda su familia está muerta, a causa de un maestro que se obsesionó con ella llamado Richard Fenton (Johnathon Schaech). Tres años después Donna está viviendo con sus tíos en la misma ciudad aún recuperándose del trauma. El día de la graduación Donna, Lisa y Claire están en el salón de belleza y Donna cree ver a Fenton al otro lado de la calle, ella voltea a ver y ya no está. Esa noche Donna está lista para su graduación y su novio Bobby llega trayendo una limosina que Michael (Novio de Claire), Bobby y Roonie (Novio de Lisa) han pagado. Ya en el hotel Roonie pide la llave de la suite en donde se hospedarán las 3 parejas esa noche. Fenton está en la ciudad y al Detective Winn le llega un mensaje que dice que Fenton ha escapado de la prisión matando a un oficial.
El detective Winn le cuenta la historia de Fenton al detective Nash y cómo estaba obsesionado con Donna y salen en busca de Fenton. Mientras tanto Fenton pide una habitación en el piso de la Suite de Donna y va una camarera que tiene una master key y éste la mata y la arroja en la tina de su baño. Donna está pasándolo de maravilla hasta que Michael y Claire se pelean y Donna sube a la suite en busca de una pastillas para Claire. Donna siente que alguien la vigila y cuando abre la puerta Claire la asusta. Donna le pregunta a Claire si quiere que se quede con ella pero ella le dice que está bien y que vaya a disfrutar. Cuando Claire está en el baño Fenton la sorprende y la apuñala repetitivas veces hasta que la mata y esconde su cuerpo debajo de una cama de la suite. Michael está preocupado por Claire y le pregunta a Donna en dónde está y ella le responde que está en la suite, por lo que Michael va en busca de ella. Cuando llega la puerta del baño en donde fue asesinada Claire está cerrada y con llave y Michael piensa que Claire está molesta con él y le pide perdón en eso se abre la puerta y Michael mira que no hay nadie ahí entonces mira en el armario y Fenton salta sorpresivamente y lo apuñala varias veces en el estómago y lo esconde en alguna parte de la suite. El jefe del hotel no encuentra a María (la camarera que Fenton asesinó) y manda a otro camarero a buscarla y él se encuentra con Fenton y le pregunta sobre María, Fenton le responde que está en su habitación arreglando su cama y cuando el camarero Fenton entra cierra la puerta y lo asesina y esconde su cuerpo en el conducto de ventilación.
Lisa y Roonie están preocupados por quién ganará para reina y rey del baile entonces Roonie le dice a Lisa que vayan a la suite para alejarse y cuando van al elevador Lisa se topa con Fenton y cree reconocerlo pero no le hace caso y se va a la suite. Lisa y Roonie están preparados para tener sexo pero Lisa se percata de que era Fenton aquel hombre que vio en el elevador y quiere avisarle a Donna, sale corriendo de la suite y Roonie tira el anillo de compromiso. Lisa quiere bajar rápido pero el elevador no sube entonces decide bajar por las escaleras en donde Fenton la vigila, Lisa se cae de las escaleras y se esconde de Fenton pero cuando trata de escapar tira unos botes que llaman la atención de Fenton y cuando la encuentra la degüella matándola y la deja en el sótano.
El detective Winn descubre que Fenton está en el hotel y detiene la fiesta para poder encontrarlo, pero Donna sube a la suite para buscar su bolso y la chalina de su madre, que fue asesinada por Fenton, en ese momento Fenton la encuentra e intenta atacarla pero Donna se esconde debajo de una cama en donde encuentra a Claire al otro lado debajo de una cama muerta y empieza a llorar. Sale corriendo de la suite y se topa con el Detective Winn quien la lleva afuera y la sube a una patrulla con Bobby y el detective Nash. Roonie no encuentra a Lisa y le pregunta a todos si no la han visto. Los detectives encuentran el cuerpo del camarero en el conducto de ventilación y descubren que no tiene puesto su uniforme y que Fenton se lo puso para salir del hotel sin llamar la atención. El Detective Winn intenta llamar a los tíos de Donna pero no responden y llama al detective Nash para ver si están bien. Donna está dormida y tiene la pesadilla que Fenton está en su casa y despierta a Bobby que se había quedado a dormir con ella. Va al baño y cuando regresa ve una sombra acercándose a su cuarto y le habla a Bobby pero él ya había sido degollado y Donna empieza a llorar y se esconde en el armario. El detective Winn encuentra al Detective Nash degollado en su auto y entra a la casa. Cuando Donna entra a su armario Fenton la sorprende por detrás y le pone el cuchillo en el cuello y le tapa la boca. El Detective Winn está por abrir el armario pero en eso la tía de Donna grita y él va a ver que ocurre, y encuentran a un policía muerto en el patio trasero. Donna le pega a Fenton y sale corriendo del armario, pero Fenton logra alcanzarla antes de que salga de su cuarto y lleno de furia intenta matar a Donna entonces el detective Winn le dispara siete  veces hasta que muere y cae al lado de Donna. Donna va al lado de Bobby y empieza a llorar entonces el Detective Winn la abraza diciéndole que ya todo había pasado y sale los créditos.

### Comentarios
Brittany Snow explicó toda la película en una entrevista. La actriz dijo La película tiene el mismo nombre que la original, pero la historia es completamente diferente.

## Muertes
- El padre de Donna - Apuñalado en su propia casa.
- El hermano de Donna - Apuñalado en el estómago en su casa.
- La madre de Donna - Apuñalada en el estómago en su propia casa. Muere al decirle a Fenton que Donna estaba en casa de Lisa, él piensa que es mentira y la apuñala.
- Guardia de seguridad de la cárcel de máxima seguridad - Degollado
- Señor Mr. Ramsey - Apuñalado y escondido en su auto. Fenton usa el dinero y la identidad de este hombre para entrar y hospedarse en el hotel.
- La camarera - Apuñalada y arrojada en una tina de baño al ponerle toallas en el baño de la habitación de Fenton.
- Claire - Apuñalada en el estómago y escondida debajo de una cama.
- Michael - Apuñalado en el estómago y escondido en unos estantes del cuarto
- Un camarero - Apuñalado, golpeado y degollado; Fenton lo esconde en el conducto de la ventilación.
- Lisa - Muere degollada por Fenton al tratar de decir a Donna que Fenton volvió. Muere en el sótano.
- Detective Nash - Muere degollado, no se muestra en la película cómo, pero el detective Winn lo encuentra degollado.
- Un policía - Muere apuñalado, tampoco se muestra su muerte, solo se ve su cadáver.
- Bobby - Degollado, tampoco se ve cómo muere. Donna lo encuentra muerto en la cama.
- Richard Fenton - Muere de 7 disparos en su pecho a manos del detective Winn. Fue la última muerte en la película

## Reparto
- Brittany Snow como Donna.
- Dana Davis como Lisa.
- Jessica Stroup como Claire.
- Johnathon Schaech como Richard Fenton.
- Jana Kramer como April.
- Rachel Specter como Taylor.
- Scott Porter como Bobby.
- Collins Pennie como Ronnie.
- Kellan Lutz como Rick Leland.
- Kelly Blatz como Michael.
- Joshua Leonard como Simms.
- Debbie Entin como Kelly.
- Jessalyn Gilsig como la tía de Donna (Karen Turner).
- Linden Ashby como el tío de Donna (Jack Turner).
- Idris Elba como el Detective Winn.
- Brianne Davis como Crissy Lynn.

## Recepción
En el sitio web Rotten Tomatoes se le dio a la película un 8% de críticas positivas, basadas en 59 críticas. El sitio web Metacritic, le dio un puntaje promedio de 17 de 100, basado en 12 críticas.

## Curiosidades
- En la película Not Another Teen Movie, hacen la graduación en el mismo hotel en donde hicieron esta película.
- En la película se puede escuchar la canción By Your Side de la banda alemana Tokio Hotel.